# Salle de la Trocardière
La salle de la Trocardière (ou salle sportive métropolitaine de Rezé) est un équipement omnisports situé dans la commune de Rezé en Loire-Atlantique (France).
Cette salle omnisports qui permet l'accueil de rencontres de basket-ball, de handball ou de volley-ball de haut niveau, est l'un des équipements sportifs les plus importants de l'agglomération nantaise et appartient à Nantes Métropole. 
De 2015 à 2018, durant les travaux de modernisation du palais des sports de Beaulieu (Nantes), elle a eu pour équipe résidente le HBC Nantes évoluant en Championnat de France masculin de handball.
Entre 2018 et 2022, les clubs résidents sont le Nantes Rezé Basket évoluant en Ligue féminine de basket ainsi que le Nantes Basket Hermine évoluant en Pro B.
Depuis 2022, le Nantes-Rezé Métropole Volley évoluant en Ligue A masculine évolue à la Trocardière en tant que club résident, avec le NBH.

## Localisation
Elle est située près de l'ancienne halle d'exposition de la Trocardière (surnommée « la Troc' ») dans le quartier homonyme. Cette dernière a elle-aussi été transformée en salle de sport à l'été 2018.

## Description
La salle compte 4 185 places assises conçue par l'atelier d’architecture « Chaix & Morel et associés », a été inaugurée en août 2015.
La municipalité et la métropole envisagent de faire du site le pôle central du basket dans la région en y regroupant les centres de formation des deux clubs résidents (NRB et NBH) qui disposeraient ainsi de créneaux horaires d'entrainement dans l'ancienne halle d'exposition. De plus, la ligue régionale de basket et le comité départemental envisagent d'y déménager leurs sièges (situés respectivement à Saint-Herblain et Sainte-Luce-sur-Loire). Le CD44 souhaiterait également construire un nouveau gymnase sur l'ancien terrain de rugby situé face à la halle. Enfin, les deux instances ont déposé un permis de construire en début d'année 2019 pour l'édification par la Cogedim d'une résidence de 80 à 120 logements entre la halle et la salle, qui sera réservée tant aux étudiants qu'aux jeunes actifs, mais aussi aux sportifs des centres de formation de la NRB et de la NBH.

## Accès
Le site est accessible par les transports en commun de l'agglomération nantaise :
- Ligne 3 du Tramway, station Trocardière ;
- Ligne de Bus 30 et 33, arrêt Espace Diderot

## Évènements
- Match amical de basket-ball France-Ukraine le 14 août 2015 pour la préparation de l'Équipe de France masculine de basket-ball au Championnat d'Europe de basket-ball 2015
- Phase finale (Final four) de la Coupe de l'EHF masculine 2015-2016 (handball)
- Tournoi préolympique de basket-ball féminin 2016
- Appart City Cup en 2015, 2017 avec notamment Rudy Gobert et Tony Parker
- Ligue européenne féminine de volley-ball 2017 (Tour préliminaire, Poule B)
- Match de basket-ball France-République Tchèque le 24 février 2019 pour la qualification de l'Équipe de France masculine de basket-ball à la Coupe du monde masculine de basket-ball 2019
- Championnats d'Europe par équipe de tennis de table 2019 en septembre 2019
- Finale retour de la Challenge Cup féminine de volley-ball 2024 (Neptunes de Nantes - AGIL Novare).
- Supercoupe de France féminine de volley-ball en 2024.
- Supercoupe de France masculine de volley-ball en 2024.

### Coordonnées des lieux mentionnés
1. ↑  Halle de la Trocardière : 47° 10′ 53″ N, 1° 34′ 20″ O
2. ↑  Terrain de rugby : 47° 10′ 55″ N, 1° 34′ 16″ O
3. ↑  Résidence étudiante : 47° 10′ 49″ N, 1° 34′ 24″ O